# Naissance en 946
Naissance
- 942
- 943
- 944
- 945
- 946
- 947
- 948
- 949
- 950

Cette page dresse une liste de personnalités nées au cours de l'année 946 :
- Dawood Bin Qutubshah (en), 27e Da'i al-Mutlaq (en) des Dawoodi Bohras.
- Henri II le Bon, comte de Stade,  fondateur de l'abbaye de Harsefeld.

date incertaine (vers 946)
- Théodora, fille de l'empereur byzantin Constantin VII Porphyrogénète, épouse de l'empereur Jean Ier Tzimiskès.
- Sylvestre II, mathématicien et pape

## Crédit d'auteurs
- Cet article est partiellement ou en totalité issu de l'article intitulé « 946 » (voir la liste des auteurs).